# Prefettura di Mamou
Mamou è una prefettura della Guinea nella regione di Mamou, con capoluogo Mamou.
La prefettura è divisa in 14 sottoprefetture:
- Bouliwel
- Dounet
- Gongoret
- Kégnéko
- Konkouré
- Mamou
- Nyagara
- Ouré-Kaba
- Porédaka
- Saramoussaya
- Soyah
- Téguéréya
- Timbo
- Tolo